# Ōkami-san
Ōkami-san (jap. オオカミさん) ist eine Light-Novel-Reihe, die vom Autor Masashi Okita geschrieben und vom Künstler Unaji illustriert wurde. Die Serie wurde zwischen 2006 und 2011 von ASCII Media Works veröffentlicht. Im Jahr 2010 wurde die Buchreihe sowohl als Manga als auch als von J.C.Staff produzierte Anime-Fernsehserie adaptiert.

## Handlung
Im Mittelpunkt der Handlung steht die Schülerin Ryōko Ōkami (大神 涼子), die eines der Mitglieder des Schulclubs Otogi Gakuen Gakusei Sōgo Fujo Kyōkai (御伽学園学生相互扶助協会, dt. „Gesellschaft zur gegenseitigen Hilfe der Schüler der Otogi-Schule“), kurz Otogi Ginkō (御伽銀行, dt. „Otogi-Bank“), ist. Dieser Schulclub hat es sich zur Aufgabe gemacht, anderen Schülern bei ihren Problemen beizustehen, um seinerseits später einen Gefallen von den Ausgeholfenen einzufordern. Dabei nehmen die Mitglieder des Clubs so gut wie jedes Risiko auf sich. Jedoch fehlt ihnen insbesondere noch ein männliches Mitglied, da der Club überwiegend aus weiblichen Personen besteht. Dabei fällt die Wahl auf Ryōshi Morino (森野 亮士), der offensichtlich an Ryōko interessiert ist. Jedoch stellt sich schnell heraus, dass Ryōshi für diese Aufgabe eigentlich mehr als ungeeignet ist, da er an Skopophobie – der Angst davor angesehen zu werden – leidet.
Die sieben anderen Mitglieder des Clubs sind Ringo Akai (赤井 林檎), Rist Kiriki (桐木 リスト, Kiriki Risuto), Alice Kiriki (桐木 アリス, Kiriki Arisu), Otsū Tsurugaya (鶴ヶ谷 おつう), Tarō Urashima (浦島 太郎), Otohime Ryūgū (竜宮 乙姫) und Majolica le Fay (マジョーリカ・ル・フェイ, Majōrika ru Fei).

### Anspielungen
Im Verlauf der Handlung werden dabei diverse Märchengeschichten parodiert und auch die einzelnen Namen enthalten Anspielungen auf Märchen. So kann ausgehend von den japanischen Worten otogi no kuni (御伽の国, „Märchenland“), otogizōshi (御伽草子, „Märchenbuch“) oder otogibanashi (御伽話, „Märchengeschichte“) otogi (御伽) hier als „Märchen-“ gedeutet werden und Otogi Gakuen und Otogi Ginkō demnach als „Märchenschule“ und „Märchenbank“ verstanden werden. Für die einzelnen Charaktere ergibt sich in japanischer Namensreihenfolge:
- Ōkami Ryōko und Morino Ryōshi: Ōkami ist gleichlautend mit Japanisch für „Wolf“ (狼, ōkami) und Morino Ryōshi Name auf mori no ryōshi (森の猟師) „Jäger aus dem Wald“. Beide Namen sind damit eine Anspielung auf das Märchen Rotkäppchen.
- Akai Ringo: Der Name ist gleichlautend auf akai ringo (赤い林檎) „roter Apfel“ und spielt auf den vergifteten Apfel aus Schneewittchen an.
- Kiriki Risuto und Arisu: Die Namen spielen auf die beiden namengebenden Tiere der Fabel Ari to Kirigirisu, japanisch für Die Ameise und die Heuschrecke, an.
- Tsurugaya Otsū: Der Nachname übersetzt als „Kranichtal“ spielt auf den Kranich aus dem setsuwa (japanische Volkssage, -märchen) Tsuru no Ongaeshi (鶴の恩返し, „Der dankbare Kranich“) an.
- Urashima Tarō: Der Name des Protagonisten aus dem Märchen Urashima Tarō.
- Ryūgū Otohime: Prinzessin Otohime vom Drachenpalast (ryūgū) aus dem Märchen Urashima Tarō.
- Majolica le Fay: Von Morgan le Fay aus der Artussage.

## Entstehung und Veröffentlichungen
Die Light-Novel-Reihe Ōkami-san wird vom japanischen Autor Masashi Okita geschrieben und verwendet Illustrationen des Künstlers Unaji. Die erste Ausgabe der Buchreihe wurde am 10. August 2006 unter dem Titel Ōkami-san to Shichinin no Nakama-tachi veröffentlicht. Herausgeber der Buchreihe ist der Publisher ASCII Media Works, der die 12 Bände unter dem Imprint Dengeki Bunko veröffentlichte.
| Bd. 1:  | Ōkami-san to Shichinin no Nakama-tachi (オオカミさんと七人の仲間たち)                                                            | Ōkami-san to Shichinin no Nakama-tachi (オオカミさんと七人の仲間たち) |
|         | 10. August 2006 ISBN 4-8402-3524-4                                                                                               | Der Titel bedeutet übersetzt „Ōkami-san und ihre sieben Freunde“ oder auch „Der Wolf und seine sieben Freunde“ und spielt auf das Märchen Der Wolf und die sieben jungen Geißlein (jap. Ōkami to Shichihiki no Koyagi) an.                                                   |
| Bd. 2:  | Ōkami-san to Otsū-sempai no Ongaeshi (オオカミさんとおつう先輩の恩返し)                                                          | Ōkami-san to Otsū-sempai no Ongaeshi (オオカミさんとおつう先輩の恩返し) |
|         | 10. Dezember 2006 ISBN 4-8402-3643-7                                                                                             | Der Titel bedeutet übersetzt „Ōkami-san und die dankbare Otsū-sempai“ und spielt auf das setsuwa Tsuru no Ongaeshi (鶴の恩返し, „Der dankbare Kranich“) an. |
| Bd. 3:  | Ōkami-san to „Kasa“ Jizō-san no Koi (オオカミさんと“傘”地蔵さんの恋)                                                             | Ōkami-san to „Kasa“ Jizō-san no Koi (オオカミさんと“傘”地蔵さんの恋) |
|         | 10. April 2007 ISBN 978-4-8402-3806-9                                                                                            | Der Titel bedeutet übersetzt „Ōkami-san und die Liebe des ‚Schirm‘-Jizō“ und spielt auf das setsuwa Kasajizō (笠地蔵, „Der Strohhut-Jizō“) an. |
| Bd. 4:  | Ōkami-san to Match Uri ja nai kedo Fukō na Shōjo (オオカミさんとマッチ売りじゃないけど不幸な少女)                                | Ōkami-san to Match Uri ja nai kedo Fukō na Shōjo (オオカミさんとマッチ売りじゃないけど不幸な少女) |
|         | 10. Oktober 2007 ISBN 978-4-8402-4024-6                                                                                          | Der Titel bedeutet übersetzt „Ōkami-san und das keine Streichhölzer verkaufende aber unglückliche Mädchen“ und spielt auf das Märchen Das kleine Mädchen mit den Schwefelhölzern (jap. Match Uri no Shōjo) an.                                                               |
| Bd. 5:  | Ōkami-san to Doku Ringo ga Kikanai Shirayukihime (オオカミさんと毒りんごが効かない白雪姫)                                        | Ōkami-san to Doku Ringo ga Kikanai Shirayukihime (オオカミさんと毒りんごが効かない白雪姫) |
|         | 10. Februar 2008 ISBN 978-4-8402-4160-1                                                                                          | Der Titel bedeutet übersetzt „Ōkami-san und die giftige Ringo [hier Personenname]/giftiger Apfel die/der bei Schneewittchen unwirksam ist“ und spielt auf das Märchen Schneewittchen (jap. Shirayukihime) an.                                                                |
| Bd. 6:  | Ōkami-san to Naga Boots o Haita Aniki na Neko (オオカミさんと長ブーツを履いたアニキな猫)                                         | Ōkami-san to Naga Boots o Haita Aniki na Neko (オオカミさんと長ブーツを履いたアニキな猫) |
|         | 10. Juni 2008 ISBN 978-4-04-867134-7                                                                                             | Der Titel bedeutet übersetzt „Ōkami-san und die lange Stiefel tragende bruderhafte Katze“ und spielt auf das Märchen Der gestiefelte Kater (jap. Nagagutsu o Haita Neko) an.                                                                                                 |
| Bd. 7:  | Ōkami-san to Sentakuchū no Tennyo no Hagoromo (オオカミさんと洗濯中の天女の羽衣)                                                 | Ōkami-san to Sentakuchū no Tennyo no Hagoromo (オオカミさんと洗濯中の天女の羽衣) |
|         | 10. Januar 2009 ISBN 978-4-04-867464-5                                                                                           | Der Titel bedeutet übersetzt „Ōkami-san und das Federkleid des Himmelsmädchens in der Wäsche“ und spielt auf die Legende Hagoromo Densetsu (羽衣伝説, „Legende vom Federkleid“) an. Diese besitzt eine große Ähnlichkeit mit der europäischen Sage von der Schwanenjungfrau. |
| Bd. 8:  | Ōkami-san to Tottemo Otome na Bumbuku Chagama (オオカミさんととっても乙女な分福茶釜)                                             | Ōkami-san to Tottemo Otome na Bumbuku Chagama (オオカミさんととっても乙女な分福茶釜) |
|         | 10. Mai 2009 ISBN 978-4-04-867822-3                                                                                              | Der Titel bedeutet übersetzt „Ōkami-san und die äußerst mädchenhafte magische Teekessel“ und spielt auf das setsuwa Bumbuku Chagama an. |
| Bd. 9:  | Ōkami-san to Spin-off: Jizō-san to Chotto Kawatta Nihon Koibanashi (オオカミさんとスピンオフ 地蔵さんとちょっと変わった日本恋話) | Ōkami-san to Spin-off: Jizō-san to Chotto Kawatta Nihon Koibanashi (オオカミさんとスピンオフ 地蔵さんとちょっと変わった日本恋話) |
|         | 10. September 2009 ISBN 978-4-04-868015-8                                                                                        | Der Titel bedeutet übersetzt „Ōkami-san und Spin-off: Jizō-san und die etwas andere japanische Liebesgeschichte“. |
| Bd. 10: | Ōkami-san to Okashi na Ie no Jūnin-tachi (オオカミさんとおかしな家の住人たち)                                                    | Ōkami-san to Okashi na Ie no Jūnin-tachi (オオカミさんとおかしな家の住人たち) |
|         | 10. Januar 2010 ISBN 978-4-04-868279-4                                                                                           | Der Titel bedeutet übersetzt „Ōkami-san und Bewohner des seltsamen Hauses“. |
| Bd. 11: | Ōkami-san to ○ Ningen ni Naritai Pinocchio (オオカミさんと○人間になりたいピノッキオ)                                             | Ōkami-san to ○ Ningen ni Naritai Pinocchio (オオカミさんと○人間になりたいピノッキオ) |
|         | 10. Juli 2010 ISBN 978-4-04-868645-7                                                                                             | Der Titel bedeutet übersetzt „Ōkami-san und Pinocchio der ein (Platzhalter)-Mensch werden will“ und spielt auf die Geschichte von Pinocchio an. |
| Bd. 12: | Ōkami-san to Ryōshi-kun to Takusan no Nakama-tachi (オオカミさんと亮士くんとたくさんの仲間たち)                                  | Ōkami-san to Ryōshi-kun to Takusan no Nakama-tachi (オオカミさんと亮士くんとたくさんの仲間たち) |
|         | 10. Januar 2011 ISBN 978-4-04-870130-3                                                                                           | Der Titel bedeutet übersetzt „Ōkami-san, Ryōshi und ihre vielen Freunde“. |

## Adaptionen

### Manga
In Hinblick auf die Adaption als Anime-Fernsehserie wurde Ōkami-san im Vorfeld auch als Manga-Reihe adaptiert, die von Kurumi Suzushiro gezeichnet wird. Sie basiert auf der von Masashi Okita geschriebenen Handlung und erschien vom 27. Februar 2010 (Ausgabe 4/2010) bis 27. August 2012 (Ausgabe 10/2012) im Magazin Dengeki Daioh, das wie die Buchreihe von ASCII Media Works herausgegeben wird. Die Kapitel wurden in vier Sammelbänden (Tankōbon) zusammengefasst:
- 27. September 2010, ISBN 978-4-04-868914-4
- 27. Mai 2011, ISBN 978-4-04-870532-5
- 27. Januar 2012, ISBN 978-4-04-886281-3
- 27. November 2012, ISBN 978-4-04-891192-4

### Anime
Aufbauend auf der Light-Novel-Reihe produzierte das Animationsstudio J.C.Staff eine dreizehn Folgen umfassenden Anime-Fernsehserie. Die unter Regie von Yoshiaki Iwasaki entstehende Serie übernahm wie auch der Manga den Titel des ersten Buchbandes: Ōkami-san to Shichinin no Nakamatachi (オオカミさんと七人の仲間たち).
Die Erstausstrahlung erfolgte vom 1. Juli bis 16. September 2010 auf AT-X. Einige Tage später begannen ebenfalls die japanischen Fernsehsender Chiba TV, Sun TV, Tokyo MX, TV Aichi, TV Kanagawa und TV Saitama mit der Ausstrahlung.

#### Synchronisation
| Rolle           | japanischer Sprecher (Seiyū) |
| --------------- | ---------------------------- |
| Ryōko Ōkami     | Shizuka Itō                  |
| Ryōshi Morino   | Miyu Irino                   |
| Ringo Akai      | Kanae Itō                    |
| Rist Kiriki     | Hirofumi Nojima              |
| Alice Kiriki    | Yui Horie                    |
| Otsū Tsurugaya  | Ayako Kawasumi               |
| Tarō Urashima   | Shintarō Asanuma             |
| Otohime Ryūgū   | Aki Toyosaki                 |
| Majolica le Fay | Kimiko Koyama                |
| Usami Mimi      | Rie Kugimiya                 |